# Xylococcus bicolor
Xylococcus bicolor je druh rostliny z čeledi vřesovcovité a jediný druh rodu Xylococcus. Je to stálezelený keř s tuhými listy a červenou tence odlupčivou kůrou. Květy jsou bílé nebo růžové, baňkovité, v latovitých květenstvích. Plodem je červená až černá peckovice. Druh se vyskytuje při pobřeží jižní Kalifornie a severozápadního Mexika jako složka suchomilné keřové vegetace známé jako chaparral.

## Popis
Xylococcus bicolor je stálezelený, vzpřímený keř až malý strom s rezavě červenou, v tenkých plátech se odlupující borkou. Dorůstá výšky 1,5 až 4, výjimečně až 7 metrů. Listy jsou jednoduché, většinou střídavé, kožovité, krátce řapíkaté, s úzce eliptickou až vejčitou, celokrajnou, na okraji silně podvinutou čepelí. Listy jsou na líci lysé, na rubu hustě bíle až šedavě plstnaté. Květy jsou oboupohlavné, pětičetné nebo řidčeji čtyřčetné, uspořádané v hustých latách. Kalich je tmavě červený, vytrvalý, plstnatý, se zahnutými cípy. Koruna je bílá nebo růžová, baňkovitá, 7 až 9 mm dlouhá, zakončená 5 nebo řidčeji jen 4 cípy. Tyčinek je většinou 10 (ve čtyřčetných květech 8) a nevyčnívají z květů. Semeník obsahuje 5 (4) komůrek a nese protáhlou čnělku zakončenou drobnou hlavatou bliznou. Plodem je červená až téměř černá, 6 až 10 mm velká, kulovitá peckovice. Obsahuje tenkou vrstvu dužniny a 5 jednosemenných peciček spojených do jedné hladké pecky.

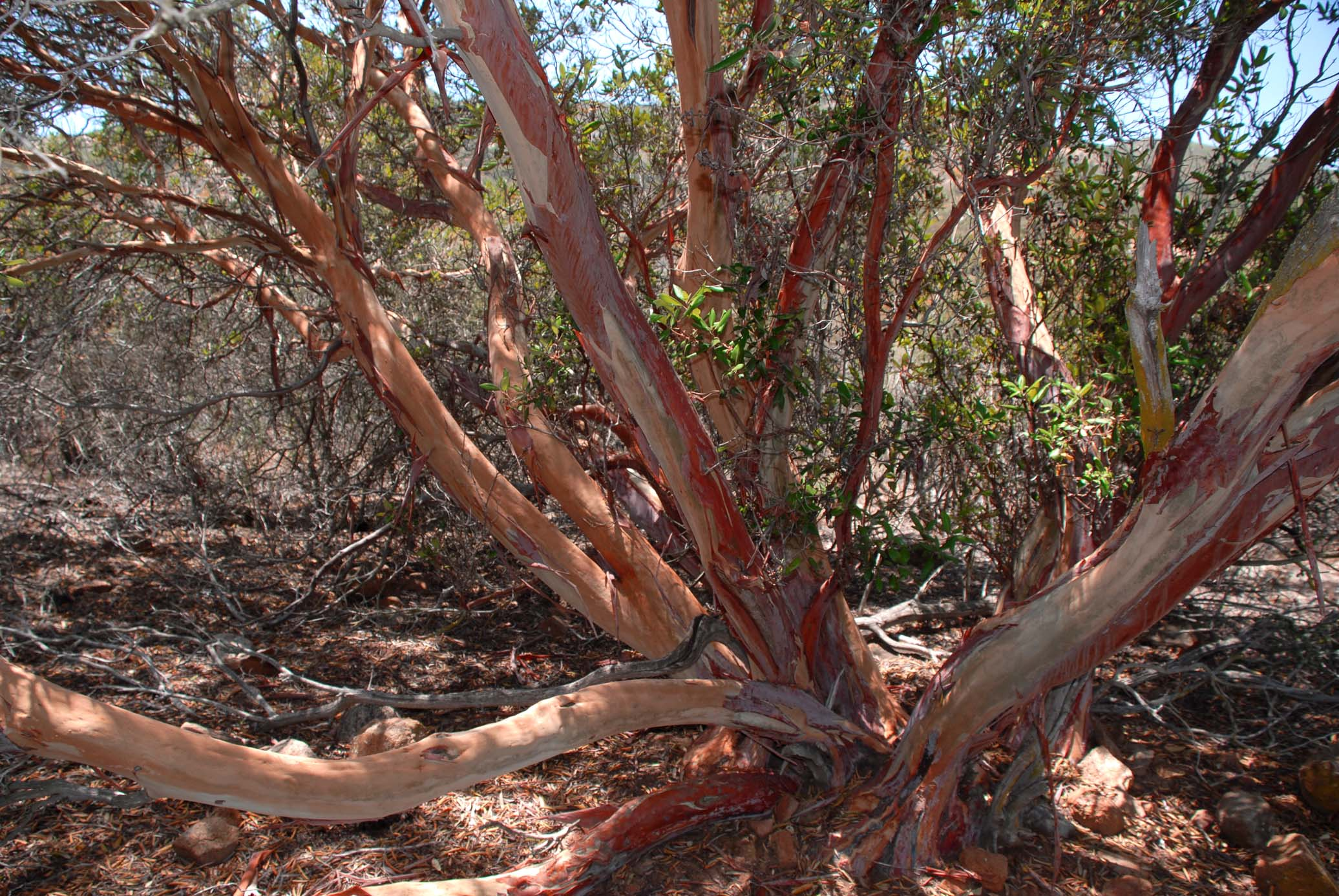
Kmeny letitého exempláře v okrsku San Diego
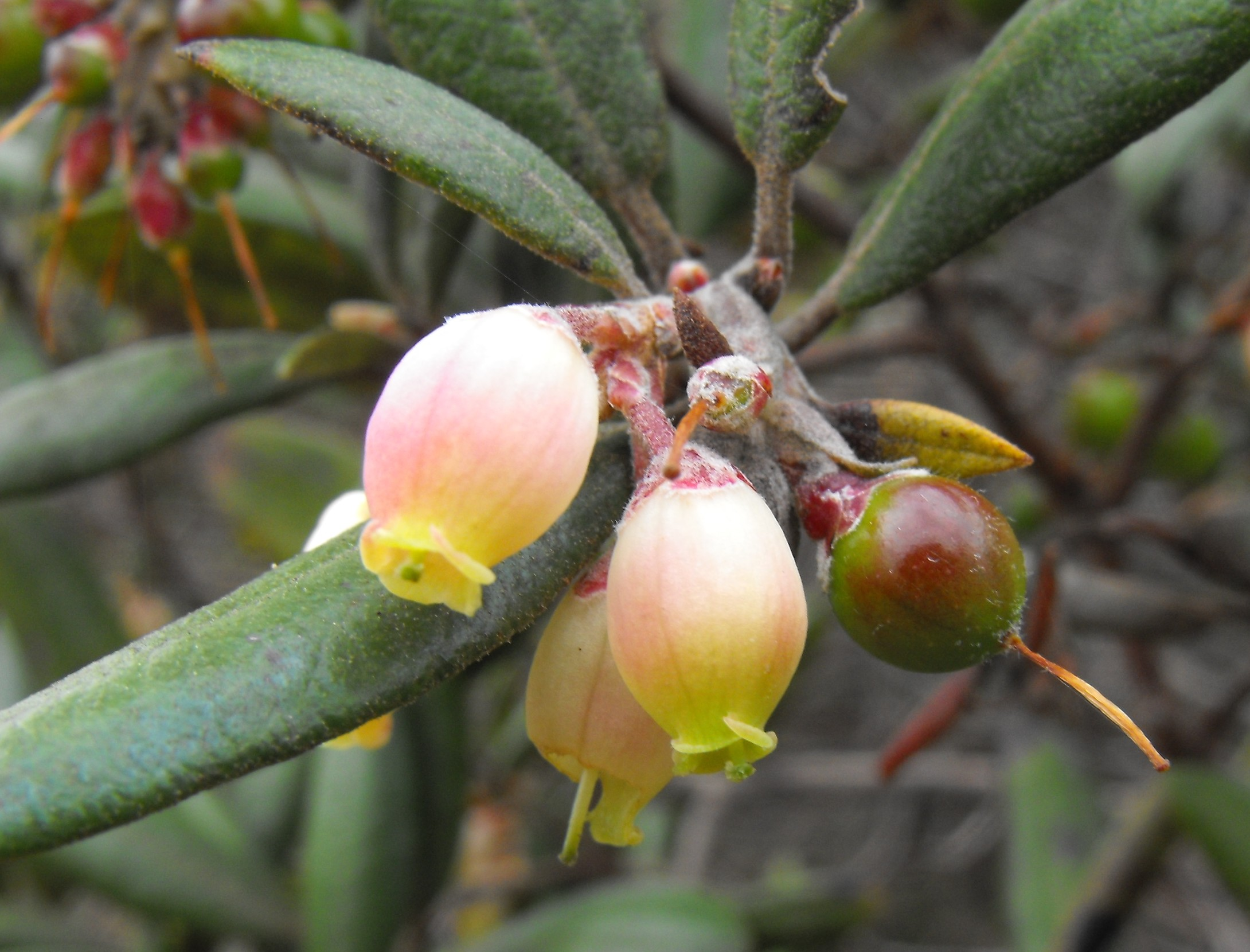
Květy Xylococcus bicolor
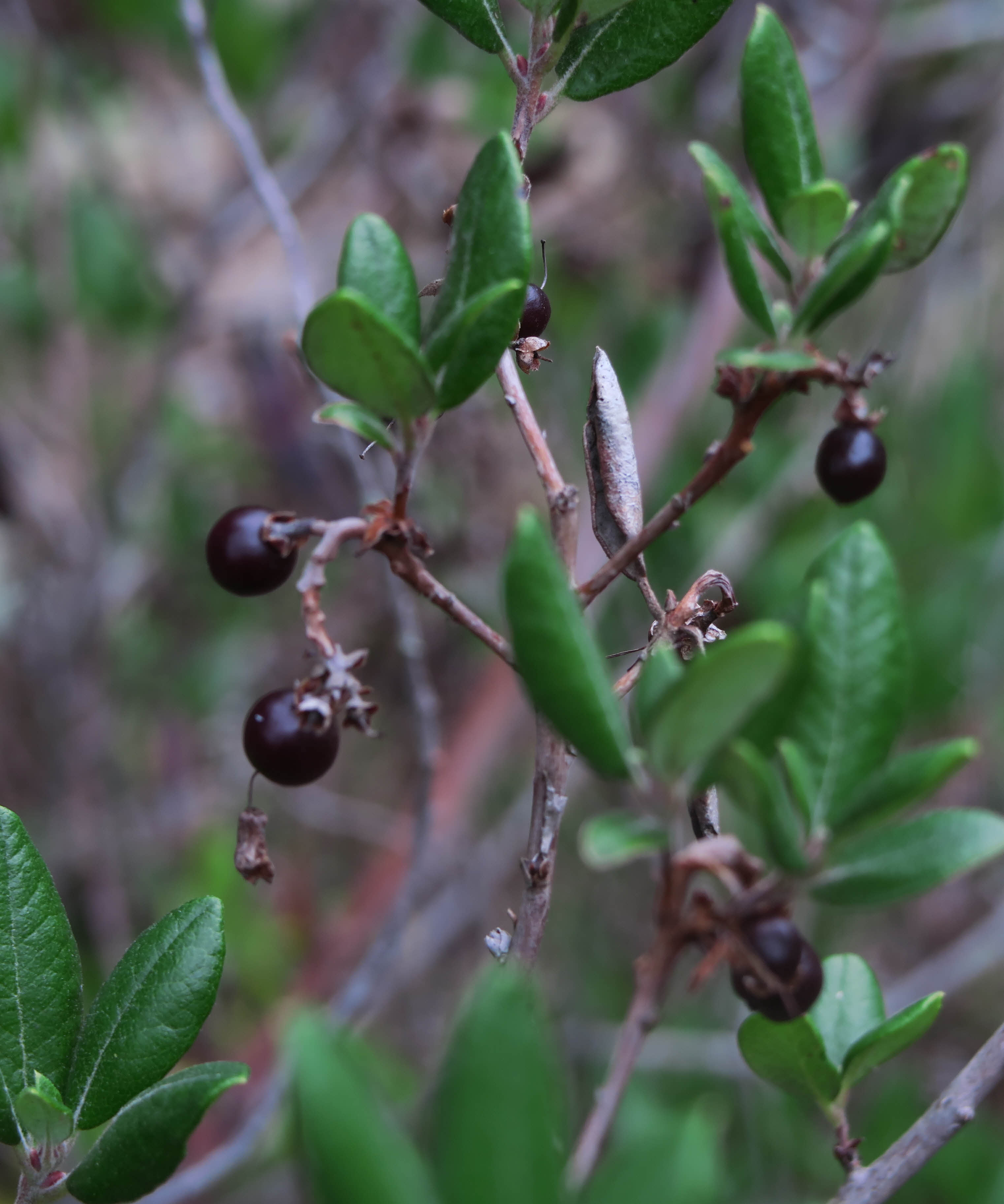
Větévka s plody

## Rozšíření
Druh se vyskytuje v jižní Kalifornii, severozápadním Mexiku a na ostrově Santa Catalina při kalifornském pobřeží. Roste na svazích kopců až do nadmořské výšky 700 metrů jako složka suchomilné keřové vegetace, známé pod názvem chaparral.

## Taxonomie
Rod Xylococcus je v rámci čeledi Ericaceae řazen do podčeledi Arbutoideae. 
V minulosti byl tento rod slučován s rodem Arctostaphylos (medvědice).
Výsledky fylogenetických studií však takové řešení nepodporují, neboť výsledný taxon by byl parafyletický.

## Význam
Indiáni kmene Kumeyaay sbírají bobule a připravují z nich chutný nápoj. Čaj z listů je používán při ledvinových onemocněních.
Druh není udáván ze žádné české botanické zahrady.